# 잔 스미더스
잰 스미더스(Jan Smithers, 1949년 7월 3일 ~ )는 미국의 배우이다.
노스할리우드에서 태어났다.

## 출연 작품

### 영화
- When the North Wind Blows (1974)
- Our Winning Season (1978)
- 미스터 나이스 가이 (1987, Mr. Nice Guy)

### 텔레비전
- 사랑의 유람선 (1983)
- 호텔 (1984, Hotel)